# Vanguardia Popular Socialista
Vanguardia Popular Socialista (VPS) fue un partido político chileno formado por Jorge González von Marées como una reorganización del Movimiento Nacional-Socialista de Chile. La VPS iniciaría siguiendo un movimiento de izquierda que mezclaría ideales nacionalistas, socialistas y antifascistas regresando al ideario nacionalsocialista (nazi) a mediados de 1940.

## Historia

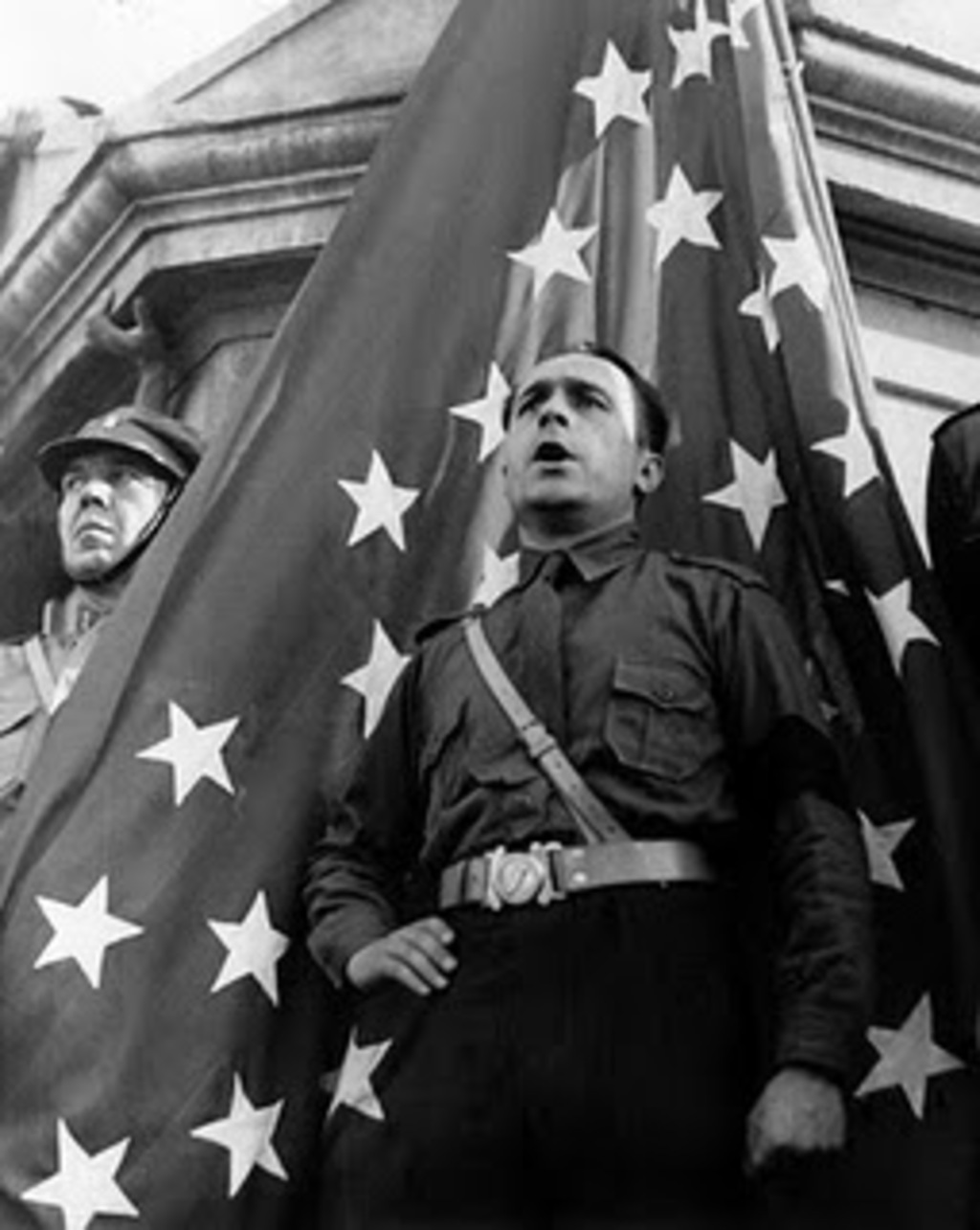
Jorge González von Marées delante de la bandera de la VPS.

Nació como una continuidad del Movimiento Nacional Socialista de Chile (MNS), dirigido por Jorge González von Marées, el 17 de enero de 1939 durante la realización de su 2° Congreso. El cambio de nombre de esta organización fue gestionado personalmente por el "jefe" de la organización, el diputado González von Marées, quien había trasladado al MNS desde el tercerposicionismo a formar una alianza con la izquierda chilena. Los integrantes que no estuvieron de acuerdo con el giro de la colectividad nacista, fundaron el Partido Nacional Fascista. Carlos Keller, importante figura del MNS, tampoco estuvo de acuerdo con este giro ideológico y se negó a unirse a la VPS. Según González, el cambio de nombre se llevó a cabo con la intención de distanciar al movimiento del nacionalsocialismo, ideología que dañaba la imagen del partido.  De acuerdo a González, la Masacre del Seguro Obrero fue una circunstancia oportuna para realizar el cambio de denominación.
Las consignas lanzadas por este nuevo conglomerado político eran las mismas lanzadas al mundo entero por la Unión Soviética y otras organizaciones comunistas. Por medio de su voluntariado, la VPS prestó por años una activa colaboración en las tareas de correos, telégrafos, primeros auxilios y otras en beneficio de los más necesitados.
Una de las primeras consecuencias de la nueva identidad adquirida por los nacionalistas en la Vanguardia fue el absoluto rechazo que González von Marées realizó del fallido golpe de Estado de agosto de 1939 —conocido como el «Ariostazo»— y el incondicional apoyo al presidente Pedro Aguirre Cerda. Esto provocó la molestia de varios militantes de la VPS, que en febrero de 1940 conformarían el Movimiento Nacionalista de Chile (MNCh), junto con otros sectores independientes de la política nacional, más relacionados con la figura del general Carlos Ibáñez del Campo,  cuyo primer presidente fue el díscolo Guillermo Izquierdo.

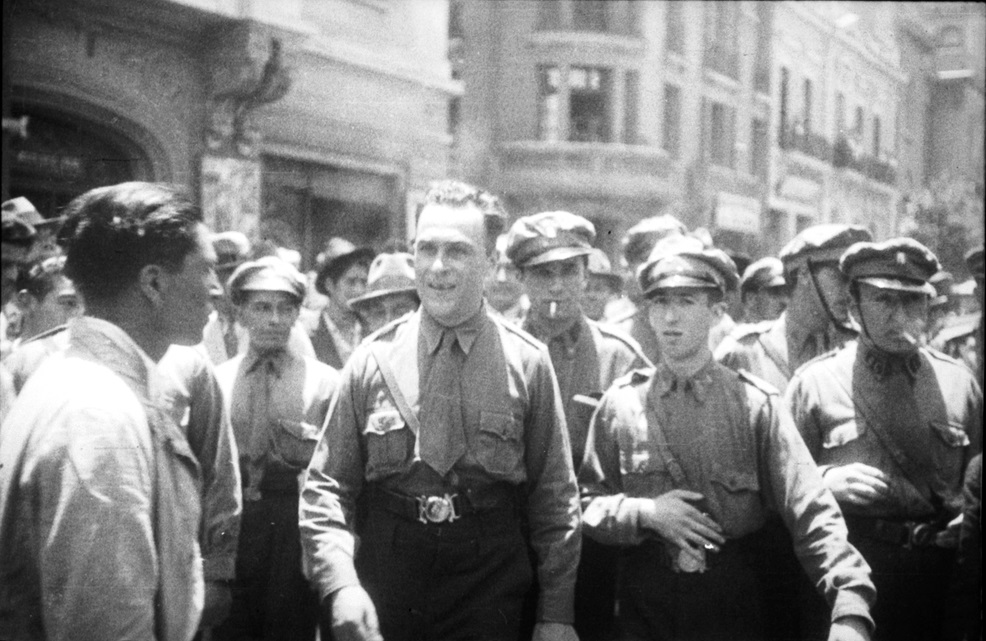
Jorge González Von Marées (al centro) con miembros de la Vanguardia Popular Socialista en 1940.

A inicios de 1940, González von Marées planteaba ser un «aliado crítico» de Aguirre Cerda, lo que provocó el rechazo del Frente Popular, lo que finalmente provocó el abandono de la identidad socialista y llevó al partido a negociar con los partidos de la oligarquía —el Conservador y el Liberal— en búsqueda de apoyo económico, lo cual hizo ganar mala reputación a González. Hacia mediados de 1940, la Vanguardia retomó la inspiración fascista y antisemita del MNS, acercándose al MNCh. A pesar de que en las elecciones parlamentarias de 1941 realizó varias alianzas con diferentes partidos, sólo obtuvo dos diputados de un total de 19 candidatos; González en Santiago y Gustavo Vargas Molinare en Temuco. Ese mismo año en las elecciones municipales obtuvo un regidor.
El 20 de mayo de 1941 los carabineros detuvieron a un grupo de 14 vanguardistas por haber planeado un supuesto golpe de Estado.Enviando 4 días después a  González von Marées a un hospital mental luego de oponerse al arresto.
El partido comenzó una franca decadencia hasta fines de 1942, cuando dejó de existir, y conformó al año siguiente el Partido Unión Nacionalista de Chile junto al MNCh. Los parlamentarios de la VPS en la Cámara de Diputados se convirtieron en representantes oficiales de la nueva colectividad.

## Resultados electorales

### Elecciones parlamentarias
| Elección | Diputados | Diputados       | Diputados |
| Elección | Votos     | % de votos      | Escaños   |
| -------- | --------- | --------------- | --------- |
| 1941     | 11 175    | \| \| 2,48 % \| | 2/147     |
|          | 2,48 %    |                 |           |